# Новониколаевка (Красноярский край)
Новоникола́евка — деревня в Назаровском районе Красноярского края России. Входит в состав Павловского сельсовета.

## География
Деревня находится на расстоянии 41 км к западу от города Назарово, административного центра района.

## Население
| 2010 |
| ---- |
| 128  |

### Гендерный состав
По данным переписи населения 2010 года, в деревне проживало 128 человек (60 мужчин и 68 женщин).